# Dołyniany (obwód winnicki)
Dołyniany (ukr. Долиняни, hist. pol. Doliniany) – wieś na Ukrainie, w obwodzie winnickim, w rejonie mohylowskim, w hromadzie Kuryłowce Murowane. W 2001 liczyła 470 mieszkańców, spośród których 468 wskazało jako ojczysty język ukraiński, a 2 rosyjski